# Bash
Bash (Bourne-Again SHell) är en kommandotolk som ingår i GNU-projektet. Den är vanligt förekommande i Unixliknande operativsystem baserade på fri programvara, som till exempel GNU/Linux och FreeBSD, dessutom var den den förinställda kommandotolken i Mac OS till och med versionen El Capitan. Bash finns även för Microsoft Windows som del av den Unix-liknande användarmiljön Cygwin, eller sedan mars 2016 som en integrerad del av operativsystemet (beta, som tilläggsfunktion för utvecklare).
Bash kan ses som en uppföljare till Bourne shell (sh) och namnet är en akronym av Bourne-again shell. Varje Bashscript inleds med raden #!/bin/bash. Bash släpptes år 1989 och har brett distribuerats som standardkommandotolk för GNU och som standardskal på Linux.